# Aethiessa mesopotamica
Aethiessa mesopotamica är en skalbaggsart som beskrevs av Hermann Burmeister 1842. Aethiessa mesopotamica ingår i släktet Aethiessa och familjen Cetoniidae. Utöver nominatformen finns också underarten A. m. rugipennis.